# Antonio Rubio Pérez
Antonio Rubio Pérez (Soriano, 1882 - 28 de noviembre de 1953) fue un periodista y político uruguayo, perteneciente al Partido Colorado.

## Biografía
Casado con su coterránea Berna Arcaus Garmendia.
Integró el Concejo departamental de Soriano y luego el Consejo Nacional de Administración, que presidió en 1933. 
Fue elegido diputado en 1946 y presidente de la Cámara de Representantes de Uruguay. 
Fue fundador y presidente del Instituto Nacional de Colonización. 

Cortejo fúnebre de Antonio Rubio por Avenida 18 de Julio.

Nombrado senador en 1951, integró el Consejo Nacional de Gobierno en 1952, hasta su muerte un año después.
| Predecesor: Juan P. Fabini | Presidente del Consejo Nacional de Administración 1933 | Sucesor: - |

- Datos: Q250137
- Multimedia: Antonio Rubio Pérez / Q250137